# Завой (Болгария)
Завой (болг. Завой) — село в Болгарии. Находится в Ямболской области, входит в общину Тунджа. Население составляет 1082 человека.

## Политическая ситуация
В местном кметстве Завой, в состав которого входит Завой, должность кмета (старосты) исполняет Пенчо  Маринов Панайотов (коалиция в составе 2 партий: Политическое движение социал-демократов (ПДСД) и Земледельческий союз Александра Стамболийского (ЗСАС)) по результатам выборов.
Кмет (мэр) общины Тунджа — Георги Стоянов Георгиев (коалиция в составе 2 партий: Болгарская социалистическая партия (БСП) и Болгарская социал-демократия (БСД)) по результатам выборов.